# セミワークス
セミワークスは、モータースポーツにおいてプライベーター（個人参加者）でありながらワークス・チーム用のマシンやドライバーを供与してもらっているチームの俗称。海外ではSemi-Factory（セミファクトリー）という呼び方も見受けられる。
純粋なプライベーター（個人参加者）とワークスの中間ということからこう呼ぶ。同一カテゴリに同じメーカーのワークス・チームがいる場合のセミワークスは、衛星（サテライト）的な存在に当たる点から、サテライトチームとも呼ばれる。

## 概要
ワークス参戦を目論むメーカーが、コスト・戦闘力・宣伝効果などの面から考えて、1からワークスチームを組織する必要がないと判断した場合に用いられる組織手法である。またプライベーター向けのレースカテゴリ（GT3やTCRなど）でメーカー直系のワークスチームが参戦することが憚られる場合、セミワークス参戦は常套手段である。
メーカー側からすれば初期投資・継続参戦の費用が安い割に、プライベーターのそのカテゴリにおける参戦ノウハウを活用できて一定の戦闘力も見込め、さらに撤退時のコストも低減できるという、コストパフォーマンスに優れた手法である。プライベーターによっては、メーカーが支援を打ち切った後もそのメーカーの車両での参戦を続けて、タイトルを獲得してくれる場合もある（例:WRCのフォードとMスポーツ、WTCCのシボレーとRML）。逆にプライベーター側からすれば、資金・人材・技術・知名度向上などの面で様々なメリットがあるため、win-winの関係になりやすい参戦形態といえる。
一方でメーカーがチームを100％掌握できるわけではないため、両者の意見の相違による組織的紛糾や決別もしばし起きる（例:WRCのヒョンデとMSD、Miniとプロドライブ）。メーカーは景気や株主の意向に振り回されて参戦・撤退の決断をたやすく翻すため、立場の弱いプライベーターにとっては気を揉むところである。
セミワークスはチームにプライベーターとしての側面も残すため、2台目や他クラスではワークス支援を受けている会社とは関係のないブランドの車種を自由に用いている場合も多い。
メーカーの関与の仕方は様々で、技術的支援に徹してマシン開発はプライベーターに行ってもらう場合、マシン開発も技術的支援も行う場合、それに加えてメーカーのドライバーを貸す場合、逆に資金援助のみを行う場合など、多くのパターンがある。ちなみにメーカーがワークス支援していることを公には認めていないプライベーターを「隠れワークス」と呼ぶことがある。
かつてロードレース世界選手権のMotoGPクラスにおいて、参戦1年目のライダーはサテライトチームからしか参戦できないというレギュレーションが存在していたため、ルーキーライダーはまずサテライトチームで結果を出してワークスチームへというステップを踏むことになっていた（2013年からこのルールは撤廃されている）。

## ワークスチームとの違い
ワークスチーム（フルワークス）とセミワークスの境界線は非常に曖昧である。これはメーカーのレースプログラムをプライベーターがオペレーションするという、一見するとセミワークスの形態であっても、フルワークスとして扱う場合があるためである。
例えばフォーミュラEにおいてアウディは技術供与・パワートレイン供給、ドライバー貸与の形で2016-2017年まで「アプト・シェフラー・アウディ・スポーツ」の名でセミワークス参戦していたが、翌シーズンにワークス参戦することを発表した時、チーム名を「アウディ・スポーツ・アプト・シェフラー」に変更した。どちらもアウディの活動をチーム･アプトがオペレーションするという形態は変わっていないまま、セミワークスからワークスチームへ変更すると宣言されており、よりメーカーが支配的になったとは推察できるものの、実態の具体的な変化については謎が多い。
グループGT3カテゴリでは、メーカー直接の活動ができないことから、プライベーターチームにメーカーからスタッフやワークスドライバーが「技術支援」の名目で送り込まれることが半ば常態化してきており、セミワークスとプライベーターの区別も曖昧になってきている。こうした参戦形態の区別は内情が露呈されたり、メーカーが公に参戦形態を認めたりしないと正確には判別できないことがほとんどである。
ただ一つ判別する方法があるとすると、ヨースト・アウディやMスポーツ・フォードのようにエントラント名の中でプライベーター名が先にくる場合はセミワークス、アウディ・ヨーストやフォード・Mスポーツのようにメーカー名が頭の場合はフルワークスであるという見方がある。しかし2010年辺りからはワークスやメーカー支援によらず「メーカー名 Team 運営チーム(例：Mercedes-AMG Team Getspeed)」で統一されることが多くなり、さらにはWECにおいてフェラーリのワークスとして扱われていたAFコルセのように、メーカー名を出さない場合も存在する。そのため名前での判別も実質不能になってきたといえる。

## 主なセミワークスチーム

### 四輪
※括弧つきは元セミワークス。
- 日本
  - トヨタ自動車 - トムス、サード、セルモ、RACING PROJECT BANDOH、apr、LM corsa、トムススピリット（土屋エンジニアリング、KRAFT、ルマン）
  - 日産自動車 - ホシノインパル、KONDO Racing、GAINER（B-MAX、ハセミモータースポーツ、モーラ）
  - 本田技研工業 - ARTA、中嶋企画、チーム国光、リアル、（童夢、DRAGO CORSE）
  - スズキ - （モンスタースポーツ）
  - スバル - アライ・モータースポーツ
  - 日野自動車 - チームスガワラ
  - メルセデス・ベンツ - GOODSMILE RACING & TeamUKYO、LEON RACING
  - ランボルギーニ - JLOC
  - BMW - Team Studie
  - アウディ - (一ツ山レーシング)

- 海外
  - トヨタ - スピードワークス・モータースポーツ、ホールスピード、（オール・アメリカン・レーサーズ）
  - 日産 - （チーム・ドスード）（ホールスピード）（JRMレーシング）
  - ホンダ - JASモータースポーツ
  - ホンダUSA - （エクストリームスピード・モータースポーツ）（チーム・ペンスキー）
  - マツダUSA -（スピードソース）（ヨースト・レーシング）
  - レクサス - エイム・バッサー・サリバン、（3GTレーシング）
  - フェラーリ - AFコルセ、リシ・コンペティツィオーネ、スクーデリア・コルサ
  - ポルシェ - チーム・ペンスキー、プロトン・コンペティション、レベル5モータースポーツ、（ヨースト・レーシング）（クレマー・レーシング）（ブルン・モータースポーツ）
  - メルセデス・ベンツ - ブラックファルコン
  - BMW - （シュニッツァー）、チームWRT、X-raid
  - アウディ - アプト・スポーツライン、チームファルコン、（チームWRT）
  - クライスラー -（オレカ）
  - フォード - Mスポーツ、（チップ・ガナッシ・レーシング）、ニール・ウーリッジ・モータースポーツ
  - シボレー - アクション・エクスプレス、ウェイン・テイラー・レーシング、プラット・アンド・ミラー、（RML）
  - プジョー - （チームハンセン）
  - シトロエン - PHスポール
  - リジェ - リジェ・オートモーティブ
  - フォルクスワーゲン - （PSRX）
  - シュコダ - TOKスポーツ
  - セアト/クプラ - （サンレッド・スポーツ）
  - ランチア - (シャルドネ)、(ジョリークラブ)、(チェッカードフラッグ)、(ヴォルタ・レーシング)、(ムッサート・アクション・カー)、(ドーロップ・レーシング)
  - アルファロメオ - （Nテクノロジーズ）
  - マセラティ - MSGレーシング
  - イヴェコ - （チーム・デローイ）
  - DSオートモビルズ - （DSヴァージン・レーシング、DSテチーター）、DSペンスキー

### 二輪
- SP忠男
- モリワキエンジニアリング
- ヨシムラジャパン
- テクニカル・スポーツ(現：TSR)